# Shelby (New York)
Shelby è un comune degli Stati Uniti d'America, situato nello stato di New York, nella contea di Orleans.